# غار حرا

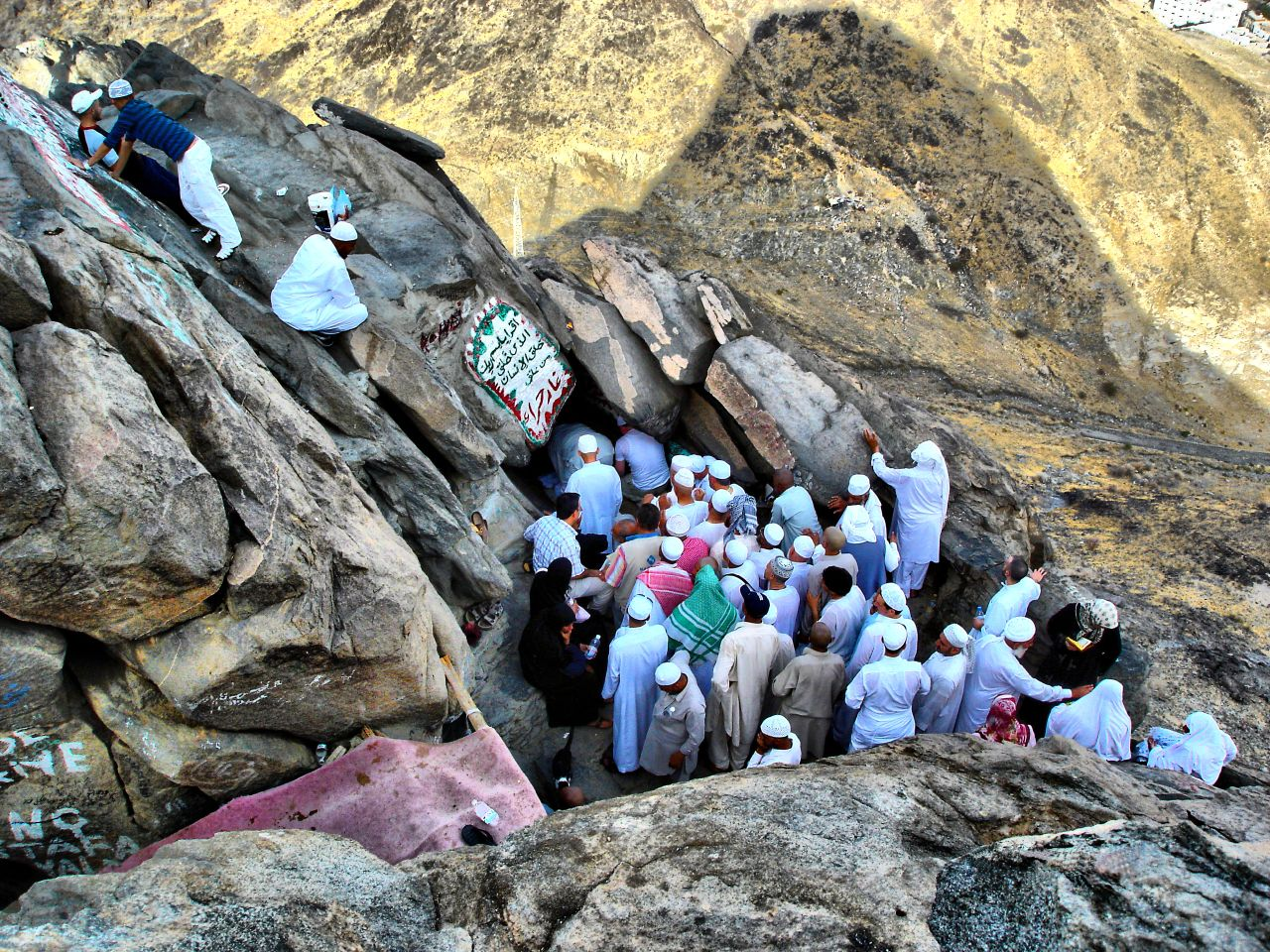
غار حرا

غار حِرا مکانی است که به عقیدهٔ مسلمانان محل بعثت محمد، پیامبر اسلام بوده است. درِ غار به سمت شمال می باشد و فضای آن گنجایش تقریبی پنج نفر نشسته را دارا است. ارتفاع غار نیز به اندازه قامت یک انسان است. غار حرا محل عبادت محمد پیامبر اسلام بوده است و او روزهایی از ایام سال، به ویژه در ماه رمضان را در آنجا به‌سر می‌برده‌است. به اعتقاد مسلمانان در همین غار بود که نخستین بار بر محمد وحی نازل شده و آیات آغازین سوره علق برای وی خوانده شد.
از این رو بعضی از مسلمانان بر این باورند که این غار از جمله بهترین و محترم‌ترین نقاط مکه محسوب می‌شود و مسلمانان برای زیارت به آن‌جا می‌روند. کوه ثبیر نیز که در برابر کوه حرا در سوی دیگر جاده قرار دارد، از مکان‌های محترم مسلمانان به‌شمار می‌رود.
توضیح اینکه مکانهای متبرک و مقدس از نظر مسلمانان جایی است که پیامبر اسلام نیز آن را زیارت کرده باشد مثل کعبه.